# Monomorium noualhieri
Monomorium noualhieri är en myrart som först beskrevs av Carlo Emery 1915.  Monomorium noualhieri ingår i släktet Monomorium och familjen myror. IUCN kategoriserar arten globalt som sårbar. Inga underarter finns listade i Catalogue of Life.

## Bildgalleri

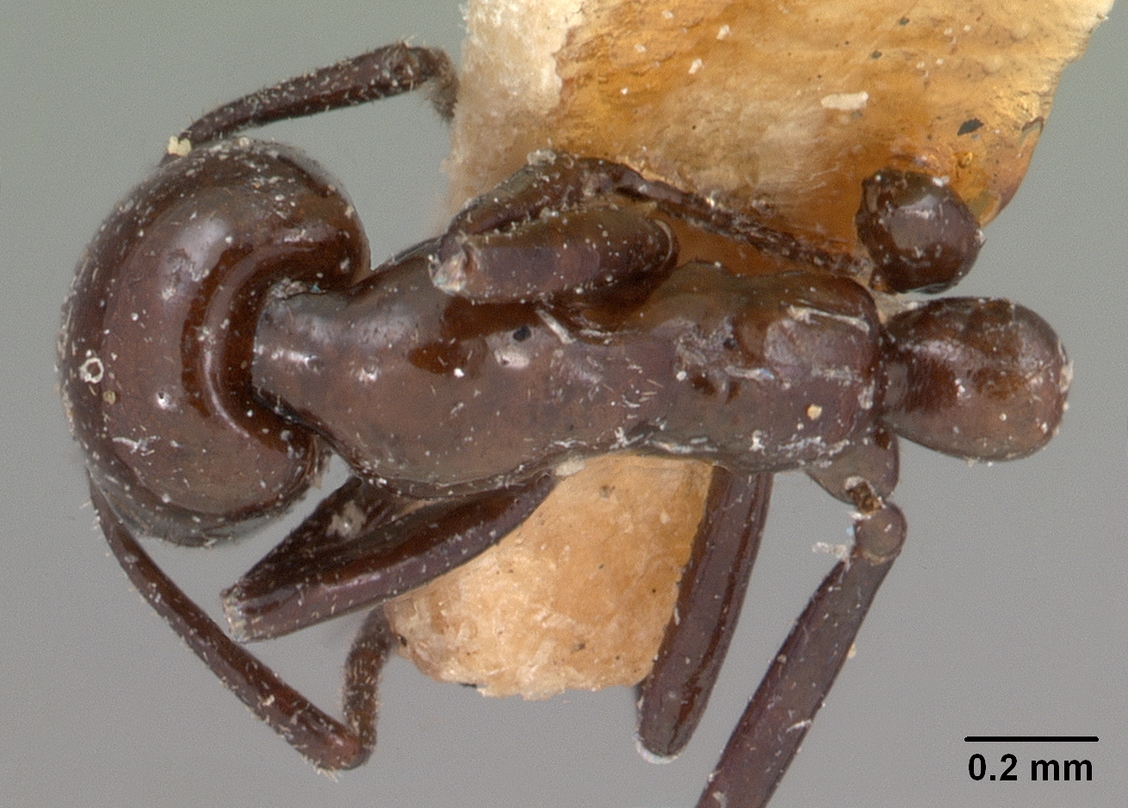
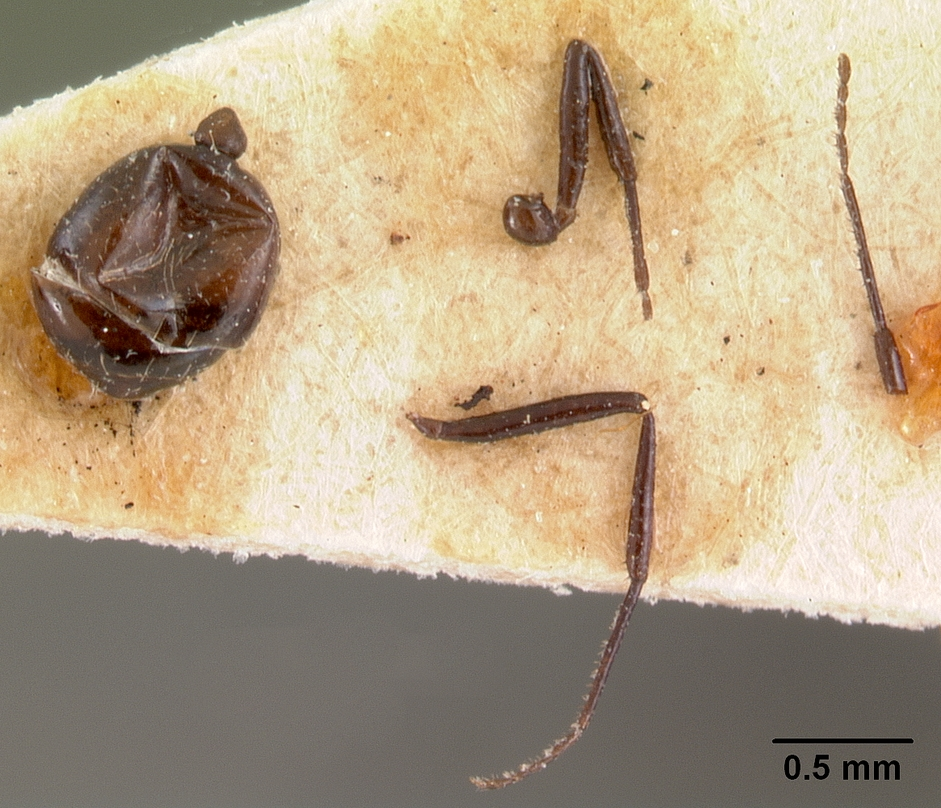
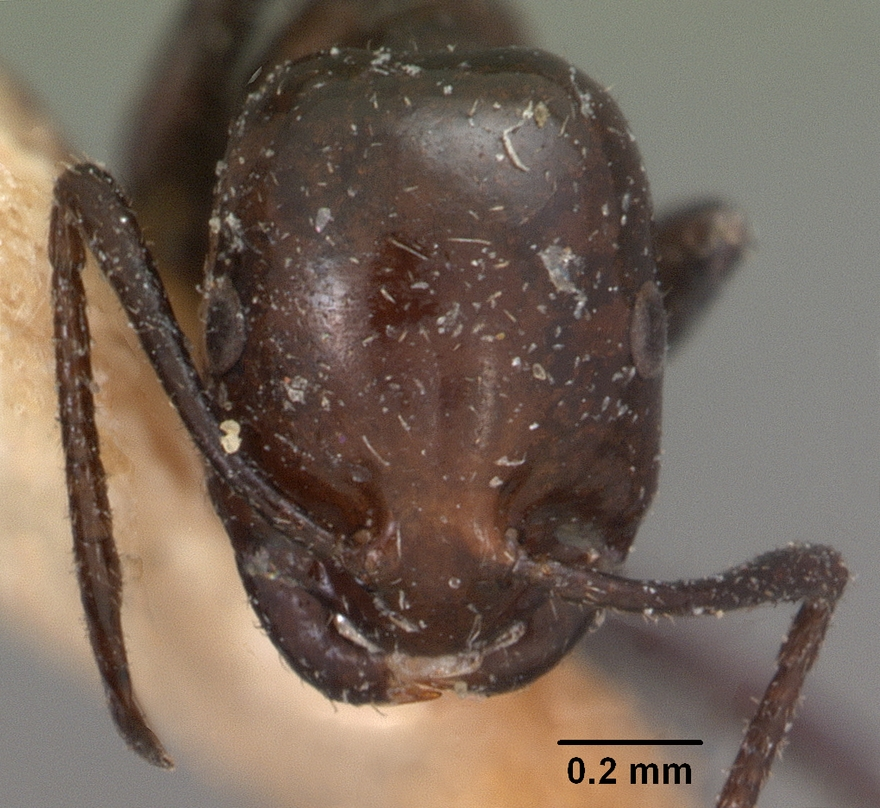
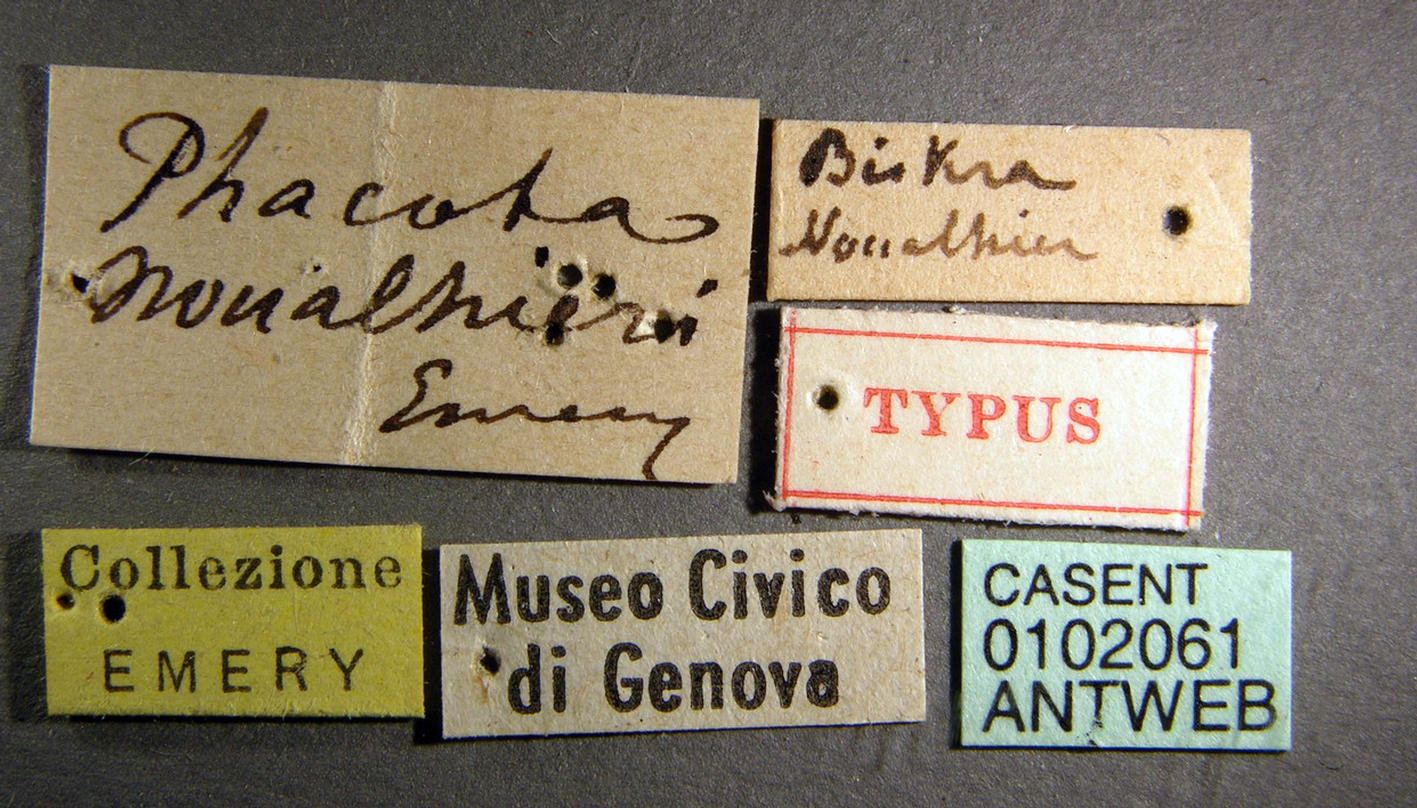